# 埃斯塔尼斯劳·洛佩斯准将球场
埃斯塔尼斯劳·洛佩斯准将球场（西班牙語：Estadio Brigadier General Estanislao López，也称大象公墓球场（西班牙語：El Cementerio de Los Elefantes））是一座位于阿根廷圣菲的足球体育场。球场为科隆竞技俱乐部的主场，可容纳4万人，于1946年首次开放。